# Farkas Zoltán (táncművész)
Farkas Zoltán "Batyu" (Nagykanizsa, 1956. április 26. –)  Harangozó Gyula-díjas magyar néptáncművész, koreográfus, egyetemi oktató, érdemes és kiváló művész.

## Tanulmányok
- 1971-1975: Állami Balettintézet, néptáncművész
- 1985: oklevél - Egri Tanárképző Főiskola, közművelődés-pedagógia szak
- 1982-1986: Tanárképző Főiskola - népművelés-pedagógia szakos tanár
- 2012: tanári mesterszak, okleveles tánctanár (kortárstánctanár is) szakképzettséggel

## Oktatás
- 1975-től oktat néptánc módszertant és tánctechnikát, itthon egyetemeken, klubokban, hivatásos és amatőr táncegyüttesekben, külföldön számos földrészen: Észak-Amerika, Dél-Amerika, Európa, Ázsia, Ausztrália
- Magyar Táncművészeti Főiskola – vendégtanár
- 2002-: Budapest, Táncművészeti Szakközépiskola – vendégtanár
- Külföldi együtteseknél tanítások: Brazília (Zrínyi Művészegyüttes, Pántlika Táncegyüttes), Venezuela, Argentína, Kanada, USA, Taiwan, Európa.
- Magyar Táncművészeti Főiskola - vendégtanár
- 2005-től: Budapest, Kortárstánc Főiskola – vendégtanár
- 2007/2008-as tanévtől: Liszt Ferenc Zeneművészeti Egyetem Népzene Tanszékének oktatója
- 2009-től Szinház- és Filmművészeti Egyetem  - tanár

## Zenekari tagság
- 1975-1984: az Állami Népi Együttes szólótáncosa, tánckari asszisztense. Különösen a nagy virtuozitást igénylő eredeti néptáncok előadásában tűnt ki.
- 1983: a Párhuzam csoport tagja
- 1984-től: a Kodály Kamara Táncegyüttes táncosa, alapító társ-vezetője
- 1981-83: Művészeti vezető a Kecskeméti Táncegyüttesnél
- 1983-90: Művészeti társvezető és táncos a Kodály Kamara táncegyüttesnél
- 1989-91: Művészeti társvezető és együttesvezető a Bartina Néptáncegyüttesnél
- 1985-96: Szakmai vezető: Kanada, USA, nemzetközi és magyar táncszimpóziumok
- 1993-tól a Muzsikás együttessel állandó vendégként, mint táncos, koreográfus: Queen Elisabeth Hall – London, Teathre de la Ville – Párizs, Symphony Space – New York, The Barbican Centre – London, Tawn Hall – New York, House of Blues – Los-Angeles, Royal Festival Hall – London, Womand Festival – Adelaide, Zeneakadémia – Budapest, Művészetek Palotája – Budapest.

## Szakmai tevékenység
- 1998: Táncház világ címmel Magyar Rádióban új műsor szerkesztő-műsorvezetője
- 1985: Világfolklór Fesztivál – művészeti vezető (helyszín: Margitsziget)
- 1990: III. Dél-Amerikai Folklór Találkozó – szakmai vezető (Venezuela)
- 1991: Magyarországi hagyományőrző együttesek fesztiválja (Spanyol idegenforgalmi díjat kapott) (Budai
- Várszínház, Karmelita udvar)
- 1991-93: Budapesti Búcsú – „Táncaink" rendezvény – művészeti vezető (Budai Vár, Szent György tér)
- 1993-tól: Magyar Rádió Táncház c. műsor - szerkesztő-műsorvezető
- 1993-96: Országos Táncháztalálkozó – szerkesztő, rendező (Budapest Sportcsarnok)
- 2010-től: Hétrét Táncház gyerekeknek, Művészetek Palotája – művészeti szerkesztő
- 2009-től: Hungarikum falu, Sziget Fesztivál – művészeti szerkesztő
- 2009-től: Tabáni Népzene – művészeti szerkesztő

## Koreográfiák, műsorok
- 1990-től: a Muzsikás Együttessel – számos szóló koreográfiai tánckompozíció a Kárpát-medence különféle táncdialektusaiból
- Szól a Világ- Táncfilm alkotója
- 1993: „Hommage a Bartók" c. táncfilm koreografálása, a film létrehozása
- 1994: A Pittsburghi Duquesne University Tamburitzans professzionális táncegyüttesnél számos sikeres koreográfia készítése.
- 1997: Nagy László Menyegző c. verse alapján táncszínházi mű létrehozása
- 1998: Táncház világ címmel Magyar Rádióban új műsor szerkesztő-műsorvezetője
- 2001: Bánk bán c. operafilm koreográfusa
- 2005: Az örök Kalotaszeg In memoriam Varga Ferenc "Csipás" – koreográfus: Farkas Zoltán Batyu, Állami Népi Együttes
- 2006: Üzenet – Emlékezés Bartók halálának 125. évfordulójára. Koreográfus: Farkas Zoltán Batyu, Tanac Művészeti Együttes, Pécs
- 2010 Mezőség Mikrokozmosz  MÁNE.

## Publikációk
- 2001: Néptánc alaptechnikák módszertana, Planétás
- 2002, 2003: Néptánc alaptechnikák módszertana (oktató film), Rendező: Farkas Zoltán, Fügedi János
- 2004: A magyar néptánc típusai, – IHM-ITP-11 IHM-OM Digitális oktatási segédanyagok fejlesztése - „Tánc- Hagyomány- Műveltség"

## Tagságok
- Magyar Kör Kulturális Egyesület - vezetőségi tag
- MTA Zenetudományi Intézet – külső munkatárs
- Magyar Táncművészek Szövetsége
- Országos Gyermek Szólótánc Fesztivál – állandó zsűrielnök

## Díjai és kitüntetései
- 1978: Népművészet Ifjú Mestere
- 1985: Az év néptáncosa Nívódíj
- 1980, 1984, 1985, 1987, 1989, 1992: Koreográfiai Nívódíjak
- 1993: Aranydiploma művészi szólótánc kategóriában a Világzenei Fesztiválon (Dél-afrikai Köztársaság)
- 1995: Magyar Rádió Elnöksége által Nívódíj a Táncház c. műsor szakértői tervéért
- 2001: Magyar Művészetért díj
- 2006: Harangozó díj
- 2008: Bartók Béla díj
- 2008: Lábán dij jelölés
- 2008: Világzenei Nagydíj a Muzsikás Együttessel
- 2014: Érdemes művész
- 2021: Kiváló művész
- 2021: Prima díj[6]